# Sophie Adlersparre (konstnär)

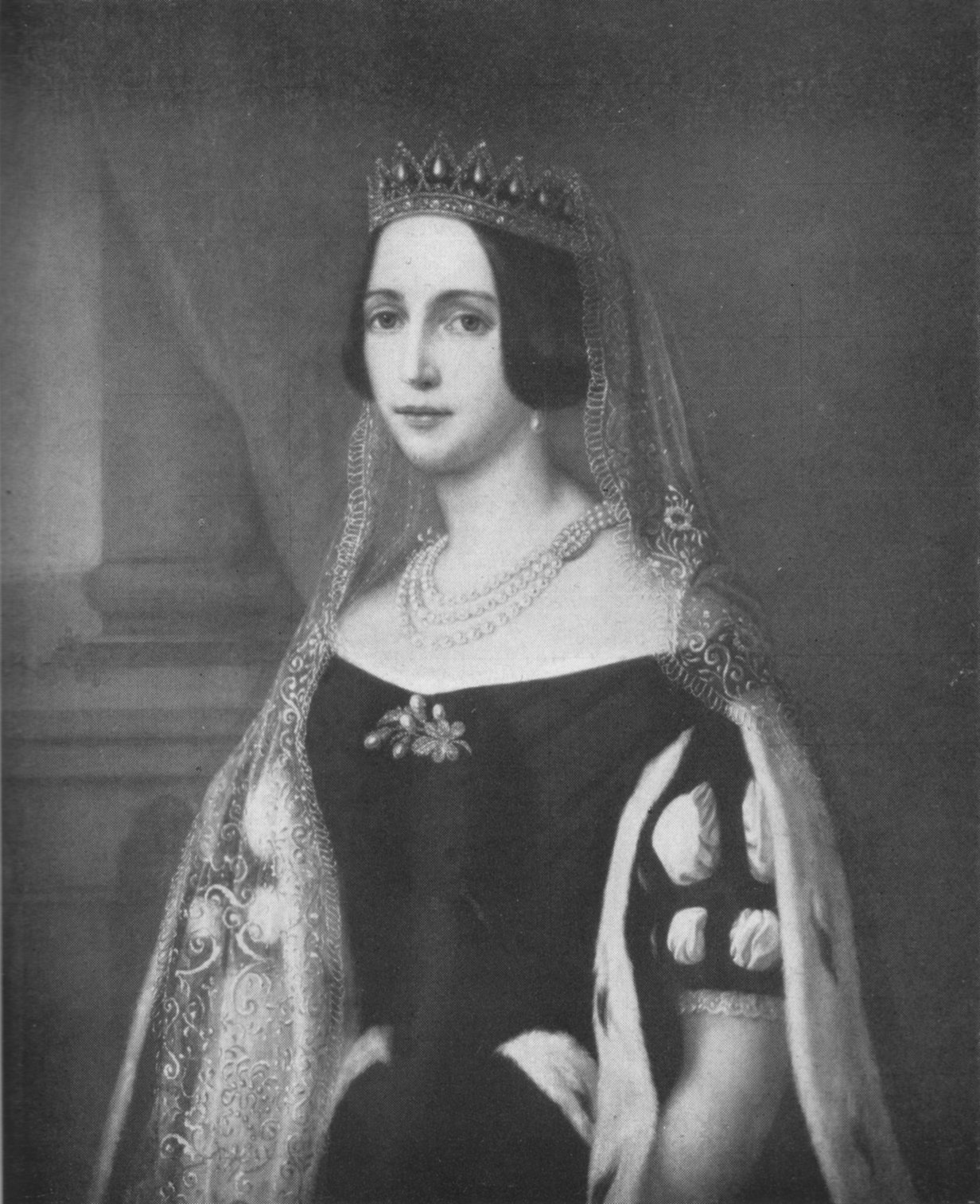
Drottning Joséphine, målning av Sophie Adlersparre

Sophie Adolfina Adlersparre, född 6 mars 1808 på Ottenby kungsgård, död 23 mars 1862, var en svensk konstnär.

## Biografi
Sophie Adlersparre var dotter till Axel Adlersparre d.ä, landshövding på Öland, och Carolina von Arbin och visade redan som barn talang för att måla tavlor. Då konstnären C.F. Pedersen blev skeppsbruten utanför Öland undervisade han henne i målarkonsten, och då familjen flyttade till Stockholm 1830 undervisades hon av Carl Gustaf Qvarnström, Johan Gustaf Sandberg och Olof Johan Södermark.
Sophie Adlersparre debuterade 1836. Kronprinsessan Josefina beställde ett porträtt av henne och försåg henne med kontakter. Adlersparre gjorde flera resor för att studera konst utomlands, till Tyskland, Italien och Frankrike. Åren 1839–1840 studerade hon hos Léon Cogniets damateljé i Paris, träffade Carl Wahlbom och Per Wickenberg och öppnade vid återkomsten en ritskola, där Amalia Lindegren fanns bland hennes elever.
År 1845 finansierade drottning Josefina en studieresa för henne till Paris. Åren 1845–1846 studerade hon i Dresden, där hon inspirerades av J. C. Dahl  och Caspar David Friedrich och kopierade äldre tavlor, och 1851–1855 fick hon statligt studiestöd för att studera i München, Bologna, Florens och Rom. I Rom ingick hon i den svenska konstnärskolonin, kom i kontakt med den tyska målargruppen nazarenerna under Friedrich Overbeck, konverterade till katolicismen och målade av påven Pius IX. Hennes målning var i linje med tidens romantiska genremåleri. Under ett besök i Sverige 1855 förde hon med sig många tavlor, som visades i en utställning på slottet. Bland dem fanns flera kopior av Rafaels tavlor, för vilka hon var berömd; hon ansågs tillhöra de främsta Rafael-kopiatörerna.
År 1862 återkom hon till Sverige och fick pension från Litteratörernas och Artisternas pensionsförening. Hon dog strax efteråt efter att bara ha hunnit motta den första utbetalningen. Hennes svägerska, feministen Sophie Adlersparre, gav upphov till en motion i riksdagen om att kvinnor skulle få offentlig undervisning i konstnärsyrket, vilket gick igenom 1864, då den första kvinnoklassen accepterades vid Konstakademien. Adlersparre finns representerad vid bland annat Nationalmuseum i Stockholm, Kalmar läns museum och Kalmar konstmuseum. 
Sophie Adlersparre är begravd på Katolska kyrkogården i Stockholm.